# Sullivan (Maine)
Sullivan ist eine Town im Hancock County des Bundesstaates Maine in den Vereinigten Staaten. Im Jahr 2020 lebten dort 1219 Einwohner in 806 Haushalten auf einer Fläche von 76,72 km².

## Geografie
Nach dem United States Census Bureau hat Sullivan eine Gesamtfläche von 76,72 km², von denen 69,07 km² Land sind und 7,64 km² aus Gewässern bestehen.

### Geografische Lage
Sullivan liegt im Süden des Hancock Countys an der Frenchman Bay am Atlantischen Ozean. Einige Seen liegen verteilt über das Gebiet der Town. Der größte ist der im Nordosten angrenzende Tunk Lake, zentral liegt der Flanders Pond, im Nordosten der Little Tunk Pond, im Südosten der Morancy Pond und im Nordwesten der Long Pond. Die Oberfläche ist eben, ohne nennenswerte Erhebungen.

### Nachbargemeinden
Alle Entfernungen sind als Luftlinien zwischen den offiziellen Koordinaten der Orte aus der Volkszählung 2010 angegeben.
- Norden: Franklin, 10,4 km
- Nordosten und Osten: East Hancock, Unorganized Territory, 17,0 km
- Südosten: Gouldsboro, 13,3 km
- Süden: Sorrento, 3,8 km
- Westen: Hancock, 14,7 km

### Stadtgliederung
In Sullivan gibt es mehrere Siedlungsgebiete: Ashville, East Sullivan, North Sullivan, Schoodic, Sullivan, Sullivan Falls, Tunk Pond, Tunk Lake und West Sullivan.

### Klima
Die mittlere Durchschnittstemperatur in Sullivan liegt zwischen −6,1 °C (21° Fahrenheit) im Januar und 20,6 °C (69° Fahrenheit) im Juli. Damit ist der Ort gegenüber dem langjährigen Mittel der USA um etwa 6 Grad kühler. Die Schneefälle zwischen Oktober und Mai liegen mit bis zu zweieinhalb Metern mehr als doppelt so hoch wie die mittlere Schneehöhe in den USA; die tägliche Sonnenscheindauer liegt am unteren Rand des Wertespektrums der USA.

## Geschichte
Zunächst wurde das Gebiet als Township No. 2 East of Union River, Livermore Survey (T2 EUR LS) oder als Plantation New Bristol genannt. Der indianische Name für das Gebiet lautete Waukeag. Diese Bezeichnung der Penobscot- und Maliseet-Stämme bezog sich auf die Gletscherformation Kame, einem Hügel aus Kies und Sand, der einem Pferd ähnelt und sich am Boden langsam bewegter Gletscher bilden. Waukeag bedeutet „ein Pferd an einem Ort, wo die Flut stark abfließt“.
Eine erste Besiedlung des Gebietes erfolgte 1762 durch Sullivan, Simpson, Bean, Gordon, Blaisdell und Card. Den Grant für das Township bekamen David Bean und weitere im Jahr 1761, durch die Province of Massachusetts Bay. Doch dieser Grant wurde nicht durch den König bestätigt. Die Bestätigung erfolgte 1803 durch den Bundesstaat Massachusetts, nachdem die Siedler je $5 gezahlt hatten.
Als Town wurde Sullivan am 16. Februar 1789 organisiert. Der Name wurde zu Ehren eines der frühen Siedler, Daniel Sullivan, gewählt. Bei Waukeag finden sich Überreste einer alten französischen Siedlung. Im Jahr 1841 wurde ein Tongefäß mit alten französischen Münzen gefunden. Diese stammten aus dem Jahr 1725.
Die Town Sullivan gab im Jahr 1828 Land an das benachbarte Hancock ab und im Jahr 1895 wurde die Halbinsel Sorrento als eigenständige Town organisiert.
Ein wesentlicher Wirtschaftsfaktor neben dem Fischfang war in Sullivan die Granitindustrie.

### Einwohnerentwicklung
| Volkszählungsergebnisse – Town of Sullivan, Maine | Volkszählungsergebnisse – Town of Sullivan, Maine | Volkszählungsergebnisse – Town of Sullivan, Maine | Volkszählungsergebnisse – Town of Sullivan, Maine | Volkszählungsergebnisse – Town of Sullivan, Maine | Volkszählungsergebnisse – Town of Sullivan, Maine | Volkszählungsergebnisse – Town of Sullivan, Maine | Volkszählungsergebnisse – Town of Sullivan, Maine | Volkszählungsergebnisse – Town of Sullivan, Maine | Volkszählungsergebnisse – Town of Sullivan, Maine | Volkszählungsergebnisse – Town of Sullivan, Maine |
| Jahr                                              | 1700                                              | 1710                                              | 1720                                              | 1730                                              | 1740                                              | 1750                                              | 1760                                              | 1770                                              | 1780                                              | 1790                                              |
| ------------------------------------------------- | ------------------------------------------------- | ------------------------------------------------- | ------------------------------------------------- | ------------------------------------------------- | ------------------------------------------------- | ------------------------------------------------- | ------------------------------------------------- | ------------------------------------------------- | ------------------------------------------------- | ------------------------------------------------- |
| Einwohner                                         |                                                   |                                                   |                                                   |                                                   |                                                   |                                                   |                                                   |                                                   |                                                   | 504                                               |
| Jahr                                              | 1800                                              | 1810                                              | 1820                                              | 1830                                              | 1840                                              | 1850                                              | 1860                                              | 1870                                              | 1880                                              | 1890                                              |
| Einwohner                                         | 533                                               | 711                                               | 872                                               | 538                                               | 649                                               | 810                                               | 862                                               | 796                                               | 1023                                              | 1379                                              |
| Jahr                                              | 1900                                              | 1910                                              | 1920                                              | 1930                                              | 1940                                              | 1950                                              | 1960                                              | 1970                                              | 1980                                              | 1990                                              |
| Einwohner                                         | 1034                                              | 1132                                              | 916                                               | 873                                               | 801                                               | 762                                               | 709                                               | 824                                               | 967                                               | 1118                                              |
| Jahr                                              | 2000                                              | 2010                                              | 2020                                              | 2030                                              | 2040                                              | 2050                                              | 2060                                              | 2070                                              | 2080                                              | 2090                                              |
| Einwohner                                         | 1185                                              | 1236                                              | 1219                                              |                                                   |                                                   |                                                   |                                                   |                                                   |                                                   |                                                   |

## Kultur und Sehenswürdigkeiten

### Bauwerke
In Sullivan wurden ein Gebäude und eine archäologische Stätte in die National Register of Historic Places aufgenommen:
- Granite Store, aufgenommen 1974, Register-Nr. 74000152
- Gavin Watson Site, aufgenommen 1987, Register-Nr. 87000415.

## Wirtschaft und Infrastruktur

### Verkehr
Der U.S. Highway 1 führt direkt an der südlichen Grenze der Town in westöstlicher Richtung entlang. Von ihm zweigt in nördliche Richtung die Maine Staate Route 200 ab.

### Öffentliche Einrichtungen
Es gibt keine medizinischen Einrichtungen und Krankenhäuser in Sullivan. Die nächstgelegenen befinden sich in Ellsworth und Bar Harbor.
Die Sullivan - Frenchmans Bay Library befindet sich am Highway 1 in Sullivan. Sie wurde 1948 gegründet.

### Bildung
Sullivan gehört mit Eastbrook, Franklin, Gouldsboro, Prospect Harbor, Sorrento, Steuben, Sumner und Winter Harbor zum RSU 24.
Im Schulbezirk werden folgende Schulen angeboten:
- Cave Hill School in Eastbrook mit Schulklassen von Pre-Kindergarten bis zum 5. Schuljahr.
- Ella Lewis School in Steuben mit Schulklassen von Pre-Kindergarten bis zum 6. Schuljahr.
- Mountain View School in Sullivan mit Schulklassen von Pre-Kindergarten bis zum 5. Schuljahr.
- Peninsula School in Prospect Harbor mit Schulklassen von Pre-Kindergarten bis zum 5. Schuljahr.
- Sumner Memorial High School in Sullivan.